# Szydłowo (Grande Polonia)
Szydłowo è un comune rurale polacco del distretto di Piła, nel voivodato della Grande Polonia.
Ricopre una superficie di 267,53 km² e nel 2006 contava 7 612 abitanti.